# 努·伊祖丁·穆罕默德·侞薩尼
努·伊祖丁·穆罕默德·侞薩尼（Nur Izzuddin Mohd Rumsani，1997年11月11日—），馬來西亞男子羽毛球運動員。

## 簡歷
2016年8月，伊祖丁和吳世飛合作出戰新加坡羽毛球國際系列賽並以2比0（21-13、21-14）的成績擊敗了東道主兼4號種子的丹尼·巴瓦·克里斯南塔和亨德拉·维加亚組合，獲得羽毛球生涯的首個國際賽冠軍。
2016年10月，伊祖丁再與吳世飛合作出戰越南羽毛球國際系列賽決賽但最後以1比2（21-17、19-21、20-22）的成绩不敌东道主兼2號種子杜俊德和范鴻南組合，屈居亞軍。之后，首次出戰荷蘭羽毛球大獎賽在準決賽中以0比2（15-21、13-21）的成績不敵來自台灣的2號種子李哲輝/李洋組合。
2016年10月中，伊祖丁與吳世飛以頭號種子的黑馬姿態再次殺進瑞士羽毛球國際賽並以2比0（21-18、21-12）的成績擊敗隊友謝定峰以及黃偉俊組合，奪得冠軍。

## 主要比賽成績
只列出曾進入準決賽的國際賽事成績：
| 年份   | 賽事                     | 公開賽級別 | 項目     | 拍檔            | 成績   |
| ------ | ------------------------ | ---------- | -------- | --------------- | ------ |
| 2016年 | 新加坡羽毛球國際系列賽   | 國際系列賽 | 男子雙打 | 吳世飛          | 冠軍   |
| 2016年 | 越南羽毛球國際系列賽     | 國際系列賽 | 男子雙打 | 吳世飛          | 亞軍   |
| 2016年 | 荷蘭羽毛球大獎賽         | 大獎賽     | 男子雙打 | 吳世飛          | 準決賽 |
| 2016年 | 瑞士羽毛球國際賽         | 國際系列賽 | 男子雙打 | 吳世飛          | 冠軍   |
| 2016年 | 印度羽毛球國際系列賽     | 國際系列賽 | 男子雙打 | 吳世飛          | 亞軍   |
| 2017年 | 馬來西亞羽毛球大師賽     | 黃金大獎賽 | 男子雙打 | 吳世飛          | 亞軍   |
| 2017年 | 東南亞運動會羽毛球比賽   | 其他       | 男子團體 | －              | 銀牌   |
| 2017年 | 馬來西亞羽毛球國際挑戰賽 | 國際挑戰賽 | 男子雙打 | 吳世飛          | 冠軍   |
| 2018年 | 亞洲羽毛球團體錦標賽     | 其他       | 男子團體 | －              | 季軍   |
| 2018年 | 馬來西亞羽毛球國際挑戰賽 | 國際挑戰賽 | 男子雙打 | 吳世飛          | 準決賽 |
| 2018年 | 印度羽毛球國際挑戰賽     | 國際挑戰賽 | 男子雙打 | 吳世飛          | 亞軍   |
| 2019年 | 泰國羽毛球大師賽         | 超級300賽  | 男子雙打 | 吳世飛          | 準決賽 |
| 2019年 | 德國羽毛球公開賽         | 超級300賽  | 男子雙打 | 吳世飛          | 準決賽 |
| 2019年 | 澳門羽球公開賽           | 超級300賽  | 男子雙打 | 吳世飛          | 準決賽 |
| 2020年 | 亞洲羽毛球團體錦標賽     | 其他       | 男子團體 | －              | 亞軍   |
| 2021年 | 丹麥羽毛球公開賽         | 超級1000賽 | 男子雙打 | 吳世飛          | 準決賽 |
| 2022年 | 亞洲羽毛球團體錦標賽     | 其他       | 男子團體 | －              | 冠軍   |
| 2022年 | 德國羽毛球公開賽         | 超級300賽  | 男子雙打 | 吳世飛          | 冠軍   |
| 2022年 | 瑞士羽毛球公開賽         | 超級300賽  | 男子雙打 | 吳世飛          | 亞軍   |
| 2022年 | 亞洲羽毛球錦標賽         | 其他       | 男子雙打 | 吳世飛          | 季軍   |
| 2022年 | 馬來西亞羽毛球公開賽     | 超級750賽  | 男子雙打 | 吳世飛          | 準決賽 |
| 2022年 | 馬來西亞羽毛球國際挑戰賽 | 國際挑戰賽 | 男子雙打 | 穆罕默德·海卡爾 | 冠軍   |
| 2023年 | 中國瑞昌羽毛球大師賽     | 超級100賽  | 男子雙打 | 穆罕默德·海卡爾 | 亞軍   |
| 2023年 | 美國羽毛球公開賽         | 超級300賽  | 男子雙打 | 吳世飛          | 冠軍   |
| 2023年 | 高雄羽毛球大師賽         | 超級100賽  | 男子雙打 | 吳世飛          | 冠軍   |
| 2023年 | 阿布達比羽毛球大師賽     | 超級100賽  | 男子雙打 | 吳世飛          | 冠軍   |
| 2024年 | 亞洲羽毛球團體錦標賽     | 其他       | 男子團體 | －              | 亞軍   |
| 2024年 | 亞洲羽毛球錦標賽         | 其他       | 男子雙打 | 吳世飛          | 亞軍   |
| 2024年 | 湯姆斯盃                 | 其他       | 男子團體 | －              | 季軍   |
| 2024年 | 日本羽毛球公開賽         | 超級750賽  | 男子雙打 | 吳世飛          | 冠軍   |
| 2024年 | 中國羽毛球公開賽         | 超級1000賽 | 男子雙打 | 吳世飛          | 冠軍   |
| 2024年 | 北極羽毛球公開賽         | 超級500賽  | 男子雙打 | 吳世飛          | 冠軍   |
| 2024年 | 世界羽聯世界巡迴賽總決賽 | 總決賽     | 男子雙打 | 吳世飛          | 亞軍   |
| 2025年 | 印度羽毛球公開賽         | 超級750賽  | 男子雙打 | 吳世飛          | 冠軍   |
| 2025年 | 日本羽毛球公開賽         | 超級750賽  | 男子雙打 | 吳世飛          | 亞軍   |

| 2007-2017年 | 首要超級賽 | 超級賽 | 黃金大獎賽 | 大獎賽 | 國際挑戰賽 | 國際系列賽 | 未來系列賽 | 其他 |

| 2018-2026年 | 總決賽 | 超級1000賽 | 超級750賽 | 超級500賽 | 超級300賽 | 超級100賽 | 國際挑戰賽 | 國際系列賽 | 未來系列賽 | 其他 |

### 奧運會和世錦賽參賽紀錄
|          | 搭檔   | 2021 | 2022 |
| -------- | ------ | ---- | ---- |
| 男子雙打 | 吳世飛 | 16強 | 16強 |